# Depot I von Pašinka
Das Depot I von Pašinka (auch Hortfund I von Pašinka) ist ein Depotfund der frühbronzezeitlichen Aunjetitzer Kultur aus Pašinka im Středočeský kraj, Tschechien. Es datiert in die Zeit zwischen 2000 und 1800 v. Chr. Das Depot befindet sich heute im Museum von Kolín.

## Fundgeschichte
Das Depot wurde 1912 südlich von Pašinka am Hang entlang des Nordufers der Polepka entdeckt. Die genauen Fundumstände sind unbekannt. Aus Pašinka stammt noch ein zweites Depot der Aunjetitzer Kultur.

## Zusammensetzung
Das Depot besteht laut Inventarbuch des Museums aus drei bronzenen Ösenhalsringen bzw. Ringbarren. Zwei Exemplare haben einen dreieckigen und eines einen runden Querschnitt. Ein Ring besteht aus zwei Bruchstücken, die neuzeitlich zusammengeschweißt wurden.
Die tatsächliche Zusammensetzung der Depots von Pašinka ist unsicher, da in einem Bericht von 1921 von zwei Ringbarren, vier Spangenbarren und einer Armspirale die Rede ist.